# Alstonia boonei
Espèce
Alstonia boonei est une espèce de grands arbres à feuilles caduques de la famille des Apocynaceae. Connue sous le nom de « bois de fromage » ou « bois de motif » dans le commerce en anglais ou de emien (dérivé de la langue vernaculaire de la Côte-d´Ivoire) en français. Principalement il est utilisé en tant que plante médicinale et pour la construction de menuiserie légère.

## Répartition
Alstonia Boonei est originaire de l´Ouest de l'Afrique tropicale, avec une gamme allant en Éthiopie et en Tanzanie[Quoi ?]. On la retrouve généralement sur les régions à faible pluviométrie jusqu'à 1200 m d'altitude.

## Description
Alstonia Boonei peut atteindre jusqu'à 45 m de hauteur et 3 m de circonférence avec de branches jusqu’à 100-140 cm de diamètre. Ses fleurs sont de couleur blanc jaunâtre et ses fruits sont retombants, jumelés avec un follicule mince (fruit) jusqu'à 16 cm de long, contenant les graines qui portent un brin soyeux, soie brune à chaque extrémité pour permettre la dispersion au vent. Le bois de cœur est blanc crème (mais obscurcit lors de l'exposition à la lumière) et légèrement collant pour la présence de latex. Il est léger et pas très durable parce qu'il est facilement attaqué par des champignons. Par conséquent, un traitement du bois doit être fait le plus tôt possible après l'abattage. Comme beaucoup d'autres espèces de la famille Apocynaceae qui est riche en espèces toxiques et médicinales, A. boonei contient des alcaloïdes et latex.
Ses propriétés anti-inflammatoires, antipyrétiques et analgésiques ont été démontrées dans différents tests avec des souris et des rats pour en vérifier l'usage médical.

## Usage

### Bois

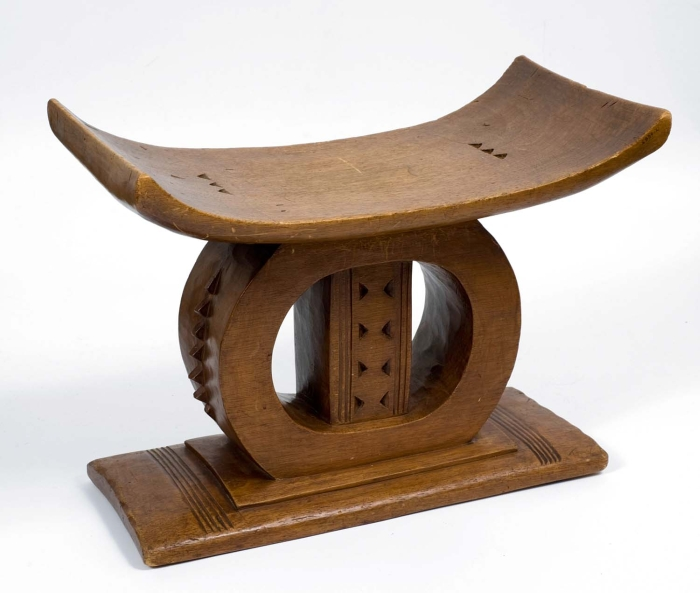
Tabouret ashanti

Son usage dans la sculpture fine ou la construction légère comme la menuiserie intérieure est très populaire. Au Ghana, il est utilisé pour les célèbres tabourets ashanti, et au Nigeria pour les caisses de résonance des instruments de musique du peuple Yoruba. Le bois est également utilisé comme bois de chauffage.

### Médecine
A. Boonei trouve aussi de nombreuses utilisations dans la médecine populaire. Sur les marchés locaux en Afrique de l'Ouest, il est très courant et vendu comme médicament. Des usages pour traiter le paludisme, la fièvre typhoïde, la gonorrhée, l'asthme et la dysenterie. Il est également appliqué sur les ulcères, les morsures de serpent, les douleurs rhumatismales et les maux de dents. L'écorce est également utilisée comme vermifuge. Le latex est appliqué aux morsures de serpent, les affections de la peau et pour traiter la fièvre. Les feuilles sont appliquées par voie topique pour réduire les œdèmes et de traiter les plaies.

### Latex
Le latex a été utilisé comme glu et comme une alternative inférieure pour le caoutchouc.

## Production
Le Cameroun a exporté 210 m3 de bois de Alstonia en 2001, mais généralement sa vente est locale dans les petits marchés à des fins médicinales. Cependant, la coupe des arbres Alstonia pour la collecte de l'écorce à des fins médicinales peut causer de graves menaces pour les populations locales. Dans la  réserve de biosphère du Dja au Cameroun, par exemple, Alstonia boonei est en danger parce que son écorce est beaucoup recueillie pour traiter le paludisme, ce qui est également le cas au niveau local au Ghana. Le problème est aggravé par le fait que l'écorce de Alstonia boonei récupère mal après les dommages causés par l'exploitation. Au Sénégal, Alstonia boonei est complètement protégé.